# راز بال‌ها
راز بال‌ها (به انگلیسی: Secret of the Wings) یک فیلم پویانمایی رایانه‌ای محصول سال ۲۰۱۲ است. استودیوی تهیه‌کننده آن دیزنی و تاریخ اکران آن ۲۳ اکتبر ۲۰۱۲ است.
نام قبلی این فیلم «تینکربل و جنگل مرموز زمستانی» (Tinker Bell and the Mysterious Winter Woods) بود.
تینکربل مشغول به کار بود که سرزمین ممنوعه را میبیند و به سوی آن حرکت میکند و یک پری برفی به نام پری وینکل را در آنجا ملاقات می کند تینکربل با کمک یک پیر مرد می فهمد که پری وینکل خواهر دوقلویش است و موقعی که به دنیا آمدند تا به سرزمین پریان بروند از هم جدا شدند تینکربل به سرزمین پیکسی هالو برمیگردد و به همه دوستان خود خبر میدهد و  یک ماشین می سازد تا پری وینکل بتواند به پیکسی هالو بیاید...